# Kotonoha no miko to kotodama no majo to
Kotonoha no miko to kotodama no majo to (ことのはの巫女とことだまの魔女と? lett. "Le parole della miko e gli incantesimi della strega") è una serie manga yuri scritta da Miyabi Fujieda e pubblicata originariamente nel 2004 sulla rivista Yuri Shimai, poi, a seguito della chiusura della testata, pubblicata e terminata nel 2006 sulle pagine di Comic Yuri Hime. Nello stesso anno è uscito un volume che raccoglie tutta la serie, pubblicato da Ichijinsha.

## Trama
Durante uno dei suoi viaggi in Giappone la strega Gretia si imbatte in una solitaria miko confinata in un tempio montano grazie ad una barriera magica. Spezzato l'incantesimo, Gretia, colpita dal candore e dalla solitudine di Tsumugi, decide di prenderla con sé. Durante i loro viaggi tra le due si sviluppa un'amicizia e un amore che è costretto a fare i conti con i voti di Tsumugi: la miko, giurando di servire il dio della montagna, è ora schiava del proprio giuramento e destinata alla morte se lontana per troppo tempo dallo spirito del dio, che pervade il suo tempio.
Quando le due si imbattono nella guardiana di Tsumugi sulle tracce della sua protetta, Isuzu svela a Gretia il prezzo della fuga di Tsumugi e l'ormai imminente morte di quest'ultima. La strega, incapace di accettare il destino della miko si reca magicamente sulla montagna, a colloquio con il dio.
Il kami, colpito dall'affetto che lega Gretia alla sacerdotessa decide di sciogliere Tsugumi dal giuramento e affinché non muoia a causa della lontananza dal tempio, infonde parte del proprio spirito divino alla strega. Da quel momento finché Gretia sarà a fianco di Tsumugi niente più potrà turbare il loro amore.

## Personaggi
Gretia "Reti" Dietrich ( グレーティア・ディートリヒ?,  Gurētia Dītorihi)
Originaria della Germania, Gretia è una strega girovaga con una grande passione per l'arte e l'architettura.
 Tsumugi Tokigami  ( 鴇神紬 ?,  Tokigami Tsumugi )
Abbandonata in tenera età dalla propria famiglia affinché servisse il kami della montagna, Tsumugi ha sempre vissuto sola, protetta da una barriera magica che la isolava dal mondo esterno, sviluppando così una fragilità all'ambiente esterno. Nonostante le dure imposizioni e il confino, la curiosità verso il resto del mondo e la voglia di viaggiare non l'hanno mai abbandonata.
Isuzu Suzushiro  ( 鈴代五十鈴 ?,  Suzushiro Isuzu )
Dallo spirito pratico e ligio al dovere, Isuzu ha il compito di sorvegliare le sacerdotesse votatesi al dio del tempio. Durante gli anni trascorsi come guardiana di Tsugumi sembra aver sviluppato una sorta d'infatuazione per la sua protetta, sentimento che la rende ancora più ostile nei confronti di Gretia.
 Kami-sama  ( 神様 ?)
Nonostante il ruolo, il dio della montagna ama prendersi gioco dei mortali ed in particolar modo di Isuzu, fin troppo rigida in materia di etichetta e formalità.

## Manga
| Nº | Giapponese 「Kanji」 - Rōmaji                                                  | Data di prima pubblicazione       | Data di prima pubblicazione |
| Nº | Giapponese 「Kanji」 - Rōmaji                                                  | Giapponese                        |                             |
| 1  | 「ことのはの巫女とことだまの魔女と」 - Kotonoha no Miko to Kotodama no Majo to | 14 luglio 2006 ISBN 9784758070072 |                             |